# Ouerghemma

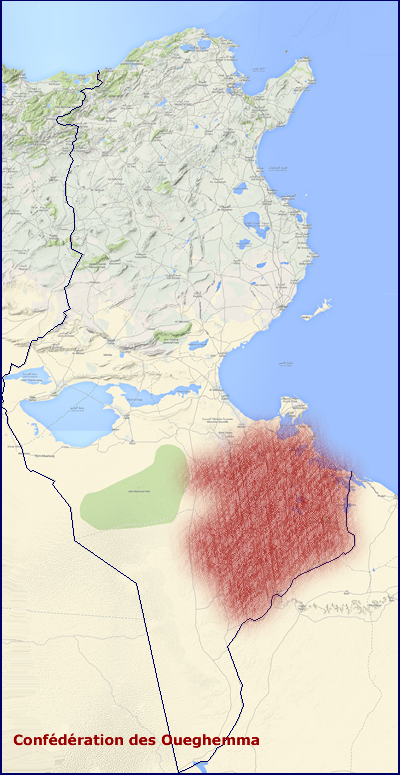
Localización de la confederación de los Ouerghemma.

Los ouerghemma (en árabe: ورغمة‎, Warḡamma) son una confederación tribal formada de alianzas entre las tribus bereberes (más concretamente los zenetas) y las tribus árabes (descendientes de los Banu Sulaym) que poblarían el sur de Túnez. Desde el siglo XVI formaba parte de una alianza de seguridad para la mayoría de pueblos que vivían entre el Mar Mediterráneo y el Desierto del Sahara y han extendido su influencia sobre una amplia zona del sureste de Túnez, Oued ez-Zess, en la región de Mareth, hasta la frontera entre Libia y Túnez, representando la mayor parte de la llanura de Djeffara.

## Etimología
La denominación de la confederación, Ouerghemma, proviene de los Beni Ourghma, una rama de los Beni Demmin. Demmin designa una montaña de la región de Trípoli formando el extremo occidental de la cadena que se extiende al sur de esa ciudad, hasta las inmediaciones de Gabes. Los habitantes de esta montaña se llaman Aït Demmer o Aïd Demmer.

## Orígenes
Los Beni Demmin, Aït Demmin o Aid Demmin, una tribu zeneta, están formados por un gran número de ramas que habitan en las montañas de los alrededores de Trípoli. Una de sus fracciones se involucra en la vida nómada y frecuenta las llanuras de Ifriqiya occidental.
Los Beni Ourghma, rama de los Aid Demmin, habitan las montañas próximas de Trípoli; los Beni Ournîd forman también una rama considerable de la tribu de los Demmin y tienen numerosas ramificaciones, entre ellas los Beni Ourtantîn, los Beni Gharzoul y los Beni Tofourt.

## Geografía

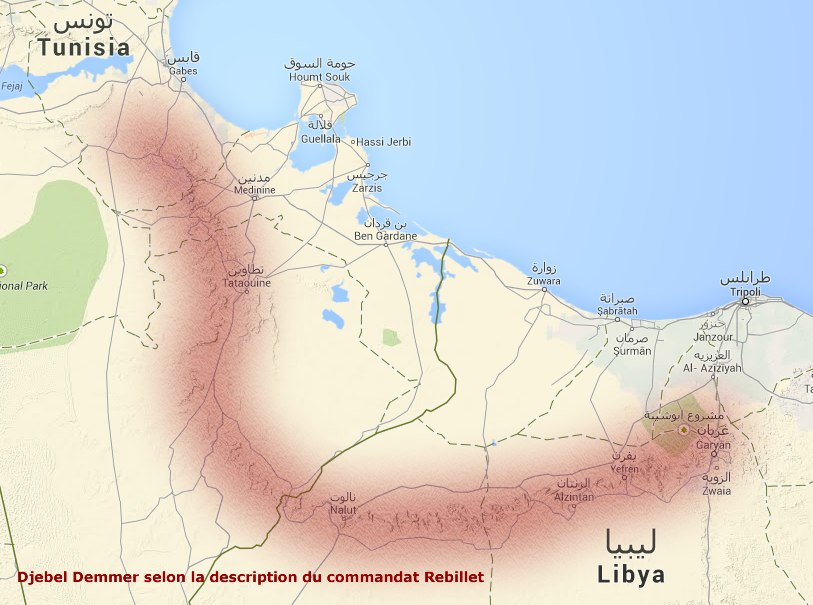
Localización del Djebel Demmin según la descripción del comandante Rebillet.

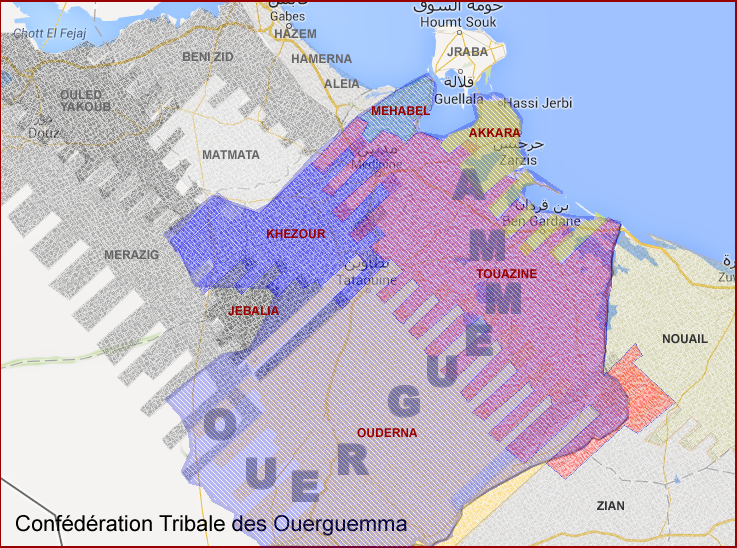
Grupos de la confederación tribal de los Ouerguemma.

Según el comandante François Rebillet (capitán del 4º regimiento de infantería) en su obra Le Sud de Tunisie (1886), citando los autores árabes de la Edad Media, el término Djebel Demmin aplica a toda la región montañosa que se extiende desde el Yebel Nefusa hasta el sur de Gabes. Los mapas modernos dividen esta región entre la meseta de los Matmata, el Yebel Douiret y el Yebel Abiodh.

## Composición
Los ouerghemma se componían de las tribus:
- Ouderna de Tataouine:[5]
  - Oulad Slim (أولاد سليم, Awlād Slīm): Ch'hida (شهيدة, Xhīda), Dabbeb (دباب, Dabbāb), Dghaghra (دغاغرة, Dḡāḡra), Ajerda (عجاردة, ʿAjārda), Dhibet (ذهيبات, Ḏhībāt), Mekbla (مقابلة, Mqābla), Ghefarra (غفافرة, Ḡafāfra), Mkhalba (مخالبة, Mẖālba)
  - Oulad Abdelhamid (أولاد عبد الحميد, Awlād ʿAbd al-Ḥamīd): Al Krachoua (الكرشاوة, al-Kraxāwa), Oulad al Azreq' (الزرقان, az-Zarqān), Oulad Mehiri, Oulad Aoun, Al Hemidia (حميدية, Ḥamīdiyya)
- Touazine de Ben Gardane: Aouled Hamed (أولاد حامد, Awlād Ḥāmid), Mazrouta (مزروطة, Mazrūṭa), Aouled Khelifa (أولاد خليفة, Awlād Ḫalīfa)
- Accares de Zarzis: Aouled Emhamed (أولاد امحمد, Awlād Amḥammad), Aouled Bou Ali (أولاد بوعلي, Awlād Bū ʿAlī), Aouled Abd Edayem (أولاد عبد الدايم, Awlād ʿAbd ad-Dāyim), Ezouaya (الزاوية, az-Zāwiya), Elmouwensa (الموانسة, al-Muwānsa), Elekheleyfia (الخلايفية, al-Ḫalāyfiyya)
- Khezour i Mhabel de Médenine: Hzara (حرارزة, Ḥrārza), Tsaoua (تساوة, Tsāwa), Khemaylia (خمايلية, Ḫamāyliyya), Aouled Belgacem (أولاد بالقاسم, Awlād Bi-l-Qāsim), Aouled Youssef (أولاد يوسف, Awlād Yūsuf)
- Jelidet (جليدات, Jalīdāt) de Tataouine i Beni Blel: Hamed (حامد, Ḥāmid), Bouras (بوراس, Būrās), Aouled Abdejelil (أولاد عبد الجليل, Awlād ʿAbd al-Jalīl), Aouled Mohamed (أولاد محمد, Awlād Muḥammad), Boujlida (بوجليدة, Būjlīda), Outaouta (الوطاوطة, al-Ūṭāwṭa)
- Ghomrassen (غمراسن, Ḡumrāsin) de Ghomrassen
- Hewaya (حواية, Ḥawāya): Jebah (جباه, Jabāh), Melala (ملالة, Malāla), Aouled Atia (أولاد عطية, Awlād ʿAṭṭiyya), Kerza (كارزة, Kārza), Aouled Mehdi (أولاد مهدي, Awlād Mahdī)
- Tribus montañesas: Douiret (دورات, Duwirāt), Sedra (سدرة, Sadra), Beni Yekhzer (بني يخزر, Banī Yaẖzar), Mekdamine (مقدمين, Muqdamīn), Guetoufa (قطوفة, Qaṭūfa), Guermessa (قرماسة, Qarmāsa)
- Otras tribus: Hdeda (حدادة, Ḥdāda), Ghbonten (غبنتن, Ḡbuntan), Jelalta (جلالطة, Jalālṭa), Rebayaa (ربايع, Rubāyʿ)

La confederación de los Ouerghemma (Ouderna de Tataouine y Touazine de Ben Gardane) foramron los cupos de Goumiers del bei de Túnez, mediante la exención del impuesto de capitación.

## Dialecto
La lengua de estas tribus es mayoritariamente un dialecto árabe similar al hablado por las tribus libias vecinas. Algunas tribus bereberes como los Ghomrassen y los Douiret utilizan todavía el amazigh, hablan una lengua similar al idioma bereber de Zuara, hablado en Libia y al idioma nafusi, hablado en el Yebel Nefusa, también en Libia, o al idioma shawiya o chaoui, hablado en Argelia.